# Etheostoma kanawhae
Etheostoma kanawhae és una espècie de peix de la família dels pèrcids i de l'ordre dels perciformes.

## Morfologia
Els mascles poden assolir els 8,6 cm de longitud total.

## Distribució geogràfica
Es troba a Nord-amèrica: Virgínia i Carolina del Nord.